# Can Solà (l'Escala)
Can Solà és una casa del municipi de l'Escala inclosa en l'Inventari del Patrimoni Arquitectònic de Catalunya.

## Descripció
Situat dins del nucli antic de la població de l'Escala, al sector oest i formant cantonada amb la plaça de l'Ajuntament, el carrer Enric Serra i el del Pintor Joan Massanet.
Edifici de planta rectangular, distribuït en planta baixa i dos pisos, amb dues plantes més afegides amb posterioritat. Actualment, la coberta és plana amb terrat i l'altell a dues vessants. Totes les obertures són rectangulars i amb l'emmarcament d'obra. Presenten un espai rectangular a la part superior decorat, majoritàriament, amb motius florals. Aquestes decoracions es repeteixen a les tres façanes. A la principal, damunt dels dos portals laterals, hi ha el nom de "Can Solà" en un, i a l'altre la data de construcció, "ANY 1890". A la planta baixa hi ha tres portals i al pis, un balcó corregut i una finestra balconera. La façana orientada a la plaça presenta les obertures agrupades al centre, amb un balcó corregut al primer pis. La tercera planta presenta uns grans finestrals rectangulars de vidre, que envolten tot l'edifici. L'altell està ubicat al centre del terrat i retirat de les línies de les façanes.

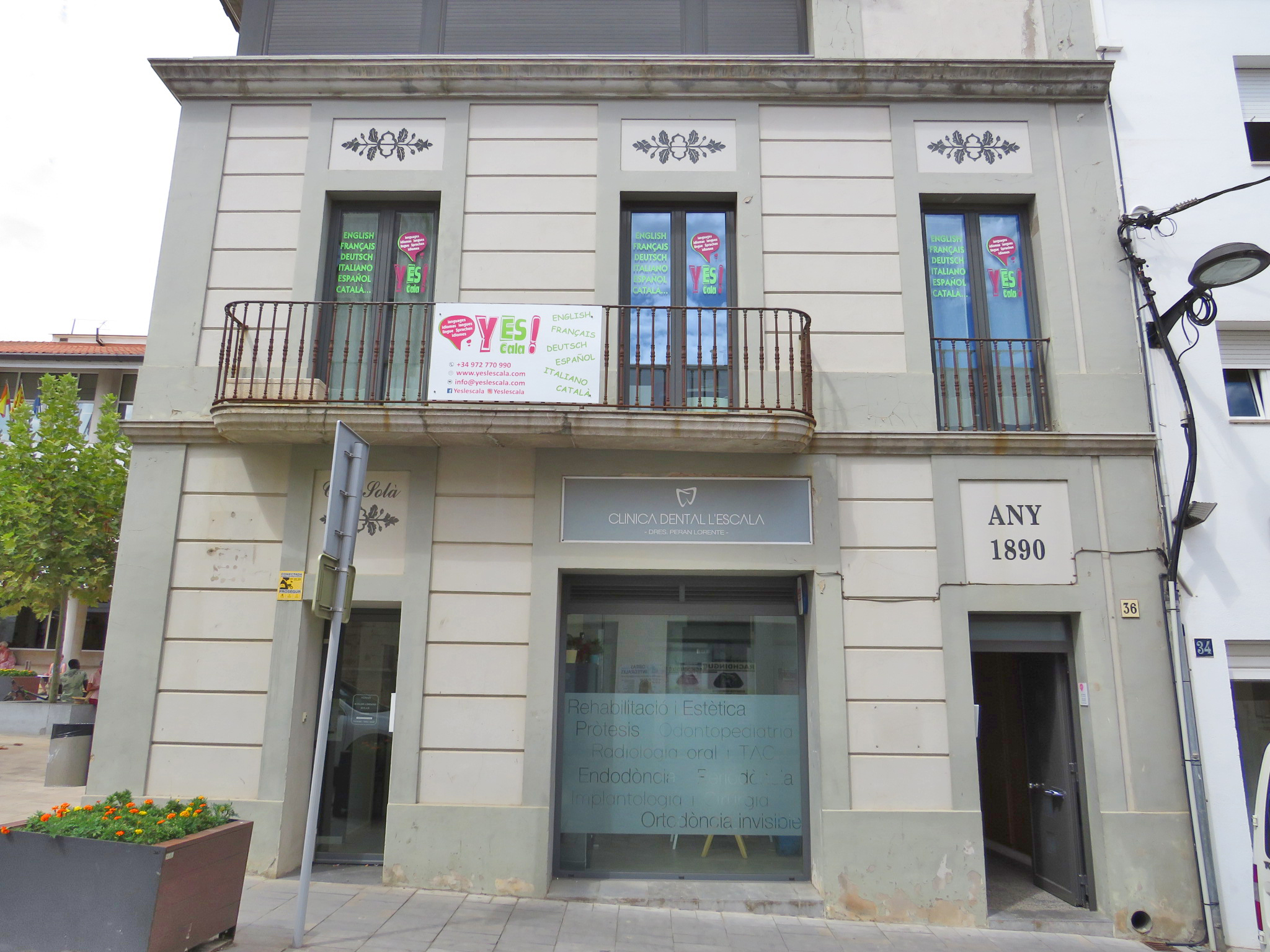
Façana principal, al carrer Enric Serra

## Història
La casa va ser bastida el 1890, i va ser utilitzada posteriorment com a escoles públiques.
Vers l'any 1925, en Josep Mº Solà, perit mecànic arribat de Barcelona, va llogar la casa per allotjar-se i per instal·lar, als baixos, un taller mecànic, en aquells temps, un dels més importants de l'Escala.
El 2006, l'arquitecte Jordi Guinart projectà la seva restauració.